# Amaro Antunes
Amaro Manuel Raposo Antunes (Vila Real de Santo António, 27 november 1990) is een Portugees voormalig wielrenner die in 2022 reed voor W52-FC Porto. 

## Doping
Begin maart 2023 werd bekend dat Antunes voor vier jaar is geschorst vanwege dopinggebruik. Zijn overwinningen in 2021 en 2017 in de Ronde van Portugal zijn hiermee ongeldig verklaard. Echter blijft zijn overwinning van het eindklassement in 2020 in de Ronde van Portugal nog altijd geldig.

## Belangrijkste overwinningen
2008
 Portugees kampioen op de weg, Junioren
 Portugees kampioen tijdrijden, Junioren
2011
5e etappe Toscana-Terra di ciclismo
2016
Bergklassement Ronde van Alentejo
2017
5e etappe Ronde van de Algarve
Clássica da Arrábida
2e etappe Trofeo Joaquim Agostinho
Eind-, punten- en bergklassement Trofeo Joaquim Agostinho
9e etappe Ronde van Portugal
Bergklassement Ronde van Portugal
2018
3e etappe Ronde van Małopolska
Eindklassement Ronde van Małopolska
2020
2e etappe Ronde van Portugal
Eindklassement Ronde van Portugal
2021
Eindklassement Ronde van Portugal

## Resultaten in voornaamste wedstrijden
| Jaar | Ronde van Italië | Ronde van Frankrijk | Ronde van Spanje |
| ---- | ---------------- | ------------------- | ---------------- |
| 2019 | 54e              |                     |                  |

## Ploegen
- 2011 –  LA-Antarte
- 2012 –  Carmim-Prio
- 2013 –  Ceramica Flaminia-Fondriest
- 2014 –  Banco BIC-Carmim
- 2015 –  LA Aluminios-Antarte
- 2016 –  LA Aluminios-Antarte
- 2017 –  W52-FC Porto
- 2018 –  CCC Sprandi Polkowice
- 2019 –  CCC Team
- 2020 –  W52-FC Porto
- 2021 –  W52-FC Porto
- 2022 –  W52-FC Porto

Alarcón · Antunes · Caldeira · Carvalho · Ferreira · Freitas · Mestre · Perez · Rodrigues · Sánchez · Silva · Ucha · Veloso · Vinhas
Antunes · Banaszek · Bernas · Brożyna · Cieślik · Franczak · Gradek · Koch · Kump · Kurek · Małecki · Owsian · Paluta · Pluciński · Sajnok · Schlegel · Sisr · Stosz · Taciak · Tratnik
Antunes · Barta · Bernas · Bevin · Černý · ten Dam · De Marchi · Geschke · Gradek · Koch · Mareczko · Owsian · de la Parte · Pauwels · Rosskopf · Sajnok · Schär · Van Avermaet  · Van Hoecke · Van Hooydonck · Van Keirsbulck · Ventoso · Wiśniowski · Zoidl
Antunes · Caldeira · Campos · Ferreira · Magalhães · Mendes · D. Mestre · R. Mestre · Pinto · Rico · Rodrigues · Veloso · Vinhas
Antunes · Brandão · Caldeira · Campos · Fernandes · Magalhães · Mendes · D. Mestre · R. Mestre · Rodrigues · Vilela · Vinhas
Antunes · Brandão · Caldeira · Gonçalves · Fernandes · Magalhães · D. Mestre · R. Mestre · Mota · Rodrigues · Vilela · Vinhas